# Vranjak
Vranjak (cyr. Врањак) – wieś w Bośni i Hercegowinie, w Republice Serbskiej, w gminie Modriča. W 2013 roku liczyła 1419 mieszkańców.